# Frutillar
Frutillar este un oraș și comună din provincia Llanquihue, regiunea Los Lagos, Chile, cu o populație de 16.283 locuitori (2012) și o suprafață de 831,4 km2.